# Gornje Cjepidlake
Gornje Cjepidlake – wieś w Chorwacji, w żupanii bielowarsko-bilogorskiej, w gminie Đulovac. W 2011 roku liczyła 46 mieszkańców.